# My Home Hero
My Home Hero (jap. マイホームヒーロー) ist eine Manga-Serie von Naoki Yamakawa und Masashi Asaki, die von 2017 bis 2024 in Japan erschien. Sie wurde 2023 als Animeserie umgesetzt.

## Inhalt
Die Tochter von Tetsuo Tosu ist gerade erst aus der elterlichen Wohnung ausgezogen. Doch bei einem Treffen mit Reika bemerkt Tetsuo, dass seine Tochter von ihrem Freund geschlagen wird. Kurz darauf trifft er zufällig auf Nobuto, der von einer Reika spricht. Der einfache Angestellte macht sich Sorgen um seine Tochter und verfolgt den Jungen, der sich als Mitglied der Yakuza herausstellt – die ihn daraufhin zusammenschlägt. Tetsuo traut sich in seinem Zustand weder nach Hause noch auf die Arbeit.
Am nächsten Tag sucht er die Wohnung seiner Tochter auf, wo er von Nobuto überrascht wird und sich versteckt. Er belauscht den Gangster und wird bestätigt, dass er der Freund seiner Tochter ist. Mehr noch: Nobuto hat bereits zwei Ex-Freundinnen im Rausch umgebracht und die Leichen ohne Spuren beseitigt. Da beschließt Tetsuo, seine Tochter mit allen Mitteln zu schützen. Er erschlägt Nobuto, was ihn jedoch ins Visier der Yakuza bringt. Statt auf Kraft muss Tetsuo auf seine Intelligenz und sein Geschick vertrauen sowie auf die Unterstützung seiner Frau. Da er neben seinem Bürojob mittelmäßig erfolgreiche Detektivromane schrieb, ist er bereits mit Überlegungen zum unauffälligen Beseitigen von Leichen vertraut, kann diese nun bei Nobuto anwenden.

## Veröffentlichungen

### Manga
Die Serie erscheint von Mai 2017 bis Juli 2024 in Einzelkapiteln im Young Magazine beim Verlag Kodansha. Dieser brachte die Kapitel auch gesammelt in insgesamt 26 Bänden heraus.
Eine deutsche Übersetzung des Mangas von Sascha Mandler wird seit April 2022 von Manga Cult in bisher 17 Bänden veröffentlicht (Stand April 2025). Kurokawa bringt eine französische Fassung heraus, ECC Ediciones eine spanische.

### Anime
Im Juni 2022 wurde die Produktion einer Anime-Fernsehserie, die auf der Mangareihe basiert, angekündigt. Diese entsteht unter der Regie von Takashi Kamei im Studio Tezuka Productions, während das Drehbuch von Kōhei Kiyasu geschrieben und das Charakterdesign Masatsune Noguchi entworfen wird. Diese Serienmusik wurde von Kenji Kawai komponiert.
Den Vorspann der Serie Ai no Uta wird von Chiai Fujikawa gesungen, während der Abspanntitel Decided von Dizzy Sunfist interpretiert wird.
Die erste Episode der Serie wurde am 2. April 2023 im japanischen Fernsehen gezeigt. Bereits Anfang Dezember 2022 kündigte der Streamingdienst Crunchyroll an, die Serie im Originalton mit Untertiteln – darunter auch auf Deutsch – im Simulcast zu zeigen.

## Erfolg
Im Juni des Jahres 2022 wurde bekannt gegeben, dass sich mehr als zwei Millionen verkaufter Einheiten der Mangarreihe – verteilt auf alle bis zu diesem Zeitpunkt veröffentlichten Bände – alleine in Japan im Umlauf befinden.
Erwan Lafleurel schrieb in seiner Kritik für den französischen Ableger von IGN Entertainment über den ersten Band des Mangas, ein „sehr effektiver Thriller“ sei und verglich die Prämisse der Reihe mit der US-amerikanischen Fernsehserie Breaking Bad.
In einer Vorstellung des Mangas im Rahmen des Manga Day 2022 hieß es im Tagesspiegel, dass die erzählte Geschichte aufgrund vieler kleiner Cliffhanger und den komplex gestalteten Figuren ziemlich spannend und stellenweise sogar witzig sei.